# Forze armate dell'Afghanistan
Le Forze armate dell'Afghanistan sono composte dall'Afghan Melli-e Ourdou (esercito) e dalla De Afghan Hauai Quvah (aeronautica). Essendo uno Stato senza sbocco al mare, l'Afghanistan non ha una marina militare.
Dopo l'intervento internazionale in Afghanistan e la rimozione del regime talebano, le forze armate afghane sono state ricostruite gradualmente dalle forze della NATO nel Paese, e dal 2012 l'Afghanistan è diventato anche uno dei MNNA ("principali alleati non-NATO") degli Stati Uniti d'America, ricevendo miliardi di dollari in aiuti economici di assistenza militare da questi ultimi. Il numero di effettivi è rapidamente cresciuto, da 134.000 nel 2010 a 175.000 nel 2019. Nello stesso lasso di tempo, il numero di truppe straniere sul suolo afghano è calato, dalle circa 140.000 nel 2011 alle circa 17.000 dell'attuale Operazione Sostegno Risoluto.
Dal dicembre 2014, la responsabilità della sicurezza in Afghanistan è delle ANSF (forze di sicurezza nazionale afghane), che comprendono, oltre alle forze armate, anche la polizia nazionale, la polizia locale e la Direzione nazionale della sicurezza.

## Basi ed equipaggiamento
Un gran numero di basi militari si trovano in tutto il Paese, comprese quelle principali a Kabul, Kandahar, Herat, Balkh, Nangarhar, Khost, Paktia, Paktika, Maidan Wardak, Ghazni, Farah e in molte altre province. Alcune di queste basi sono state costruite dal Corpo degli ingegneri dell'esercito degli Stati Uniti (USACE), mentre altre dall'ISAF e da afghani. Nel 2010 venne riferito che c'erano almeno 700 basi militari all'interno dell'Afghanistan, ma che se ne prevedeva la costruzione di molte altre negli anni a venire. Circa 400 di queste sono state utilizzate dagli americani e dalle forze ISAF, le restanti 300 circa dalle forze di sicurezza nazionali afghane.
Durante gli anni '50 e '60, l'Afghanistan acquistò quantità moderate di armi sovietiche per mantenere aggiornato l'esercito. Si trattava principalmente di Sukhoi Su-7, di MiG-21, di carri armati T-34 e IS, cannoni semoventi SU-76, camion leggeri 4x4 GAZ-69 in molte versioni, camion militari ZIL-157, lanciarazzi multipli Katyusha e veicoli corazzati BTR-40 e BTR-152. Inoltre erano inclusi PPSh-41 e mitragliatrici RPK. Dopo l'esilio di re Zahir Shah nel 1973, il presidente Daoud Khan tentò di creare un forte esercito afghano nella regione del Grande Medio Oriente e dell'Asia meridionale. Tra il 1973 e il 1978, l'Afghanistan ottenne armi sovietiche più sofisticate come elicotteri Mi-4 e Mi-8, caccia Su-22 e Il-28. In aggiunta a ciò, la nazione possedeva molti carri armati T-55, T-62 e PT-76 insieme a enormi quantità di fucili d'assalto AKM ordinati. I veicoli blindati consegnati negli anni '70 includevano anche: ZIL-135, BMP-1, BRDM-1, BTR-60, UAZ-469 e GAZ-66, nonché grandi quantità di armi leggere e artiglieria.
Sotto il regime socialista della "Repubblica Democratica" dell'Afghanistan (1978-1992), le consegne di armi da parte dei sovietici aumentarono e includevano elicotteri Mi-24, aerei da combattimento MiG-23, ZSU-23-4 "Shilka" e mezzi antiaerei ZSU-57-2, supporti propulsori, veicoli trasporto truppe MT-LB, lanciarazzi multipli BM-27 "Uragan" e BM-21 "Grad" e lanciatori FROG-7 e Scud. Alcune delle armi che non sono state danneggiate durante i decenni di guerre sono ancora in uso oggi, mentre le restanti sono state probabilmente vendute al mercato nero.
Gli Stati Uniti, più recentemente, hanno fornito miliardi di dollari in aiuti militari. Un pacchetto includeva 2.500 Humvee, decine di migliaia di fucili d'assalto M16 e giubbotti antiproiettile. Comprendeva anche la costruzione di un centro di comando militare nazionale e strutture di addestramento in diverse province del paese. Le forze canadesi hanno fornito ad alcuni soldati ANA fucili d'assalto C7 in eccedenza, ma gli afghani hanno restituito il C7 di fabbricazione canadese a favore del fucile M16 di fabbricazione americana, perché le parti tra i due fucili, nonostante siano simili, non sono completamente intercambiabili.
Oltre alla NATO, l'Afghanistan si è rivolto sempre più all'India e alla Russia per assistenza. Entrambi i paesi hanno sostenuto l'Alleanza del Nord, con finanziamenti, addestramento, forniture e cure mediche ai combattenti feriti, contro i talebani prima del 2002. L'India ha aiutato con diversi miliardi di dollari investiti in progetti di sviluppo delle infrastrutture in Afghanistan oltre alla formazione di ufficiali afghani in India, ma è stata riluttante a fornire aiuti militari a causa dei timori di antagonizzare il suo rivale regionale, il Pakistan. Nel 2013, dopo anni di promemoria, il governo afghano ha inviato all'India una lista dei desideri di armi pesanti, che comprendeva fino a 150 carri armati T-72, 120 cannoni da campo (105 mm), un gran numero di mortai da 82 mm, un velivolo da trasporto di media portata AN-32, due squadroni di Mi-17 ed elicotteri d'attacco Mi-35 e un gran numero di camion. Nel 2014, l'India ha firmato un accordo con Russia e Afghanistan, per cui avrebbe pagato la Russia per tutte le attrezzature pesanti richieste dall'Afghanistan invece di fornirle direttamente. L'accordo include anche la ristrutturazione delle armi pesanti lasciate dopo la guerra sovietica.
Gli Stati Uniti sono stati anche in gran parte responsabili della crescita dell'aeronautica afghana, come parte della Combined Air Power Transition Force, da quattro aerei alla fine del 2001 a circa 100 a partire dal 2011, tra cui Lockheed C-130 Hercules e aerei da trasporto Pilatus PC-12, aerei d'attacco A-29 Super Tucano, nonché elicotteri da trasporto truppe Mi-17 ed elicotteri d'attacco Mi-35. L'equipaggio viene addestrato da una squadra americana. L'intenzione americana è di spendere circa 5 miliardi di dollari entro il 2016 per aumentare la forza a circa 120 aerei.
Poiché le dimensioni delle forze armate afghane stanno crescendo rapidamente, aumenta anche la necessità di più aerei e veicoli. Nel 2011 venne annunciato che le forze armate afghane sarebbero state dotate di 145 aerei di vario tipo, 21 elicotteri e 23.000 veicoli di vario tipo. In qualità di "principale alleato non-NATO" degli Stati Uniti, l'Afghanistan è in grado di acquistare e ricevere armi dagli Stati Uniti senza restrizioni. Nel frattempo, l'aeronautica militare afghana ha iniziato a cercare aerei da combattimento e altre armi avanzate. Il ministro della Difesa Wardak ha spiegato che "quello che chiediamo di acquisire è solo la capacità di difenderci, e anche di essere rilevanti in futuro in modo che i nostri amici e alleati possano contare su di noi per partecipare al mantenimento della pace e ad altre operazioni di reciproco interesse".